# Municipio de McArthur
El municipio de McArthur (en inglés: McArthur Township) es un municipio ubicado en el condado de Logan en el estado estadounidense de Ohio. En el año 2010 tenía una población de 2016 habitantes y una densidad poblacional de 28,57 personas por km².

## Geografía
El municipio de McArthur se encuentra ubicado en las coordenadas 40°26′23″N 83°47′50″O / 40.43972, -83.79722. Según la Oficina del Censo de los Estados Unidos, el municipio tiene una superficie total de 70.55 km², de la cual 70,38 km² corresponden a tierra firme y (0,25 %) 0,18 km² es agua.

## Demografía
Según el censo de 2010, había 2016 personas residiendo en el municipio de McArthur. La densidad de población era de 28,57 hab./km². De los 2016 habitantes, el municipio de McArthur estaba compuesto por el 97,97 % blancos, el 0,2 % eran afroamericanos, el 0,4 % eran amerindios, el 0,2 % eran asiáticos, el 0,35 % eran de otras razas y el 0,89 % eran de una mezcla de razas. Del total de la población el 0,94 % eran hispanos o latinos de cualquier raza.